# El Biot (Castellcir)

El Biot, respecte del terme de Castellcir

El Biot és una surgència d'aigua del terme municipal de Castellcir, a la comarca del Moianès.
Està situada a 758 metres d'altitud, en el sector central-nord del terme, a prop de la masia del Prat. És a migdia d'aquesta masia, en el camí que la unia amb la de la Roca.